# Trial Farm
Trial Farm è una città del Belize, appartenente al distretto di Orange Walk. È localizzato a circa 100 km dalla capitale Belmopan.